# Won Sun-Jin
Won Sun-Jin es una deportista surcoreana que compitió en taekwondo. Ganó tres medallas en el Campeonato Mundial de Taekwondo entre los años 1989 y 1995, y dos medallas en el Campeonato Asiático de Taekwondo en los años 1992 y 1996.

## Palmarés internacional
| Campeonato Mundial  | Campeonato Mundial          | Campeonato Mundial | Campeonato Mundial |
| Año                 | Lugar                       | Medalla            | Categoría          |
| ------------------- | --------------------------- | ------------------ | ------------------ |
| 1989                | Seúl (Corea del Sur)        | Medalla de oro     | –47 kg             |
| 1993                | Nueva York (Estados Unidos) | Medalla de bronce  | –51 kg             |
| 1995                | Manila (Filipinas)          | Medalla de oro     | –51 kg             |
| Campeonato Asiático |                             |                    |                    |
| Año                 | Lugar                       | Medalla            | Categoría          |
| 1992                | Kuala Lumpur (Malasia)      | Medalla de oro     | –51 kg             |
| 1996                | Melbourne (Australia)       | Medalla de plata   | –51 kg             |